# Libnotes (Libnotes) punctatissima
Libnotes (Libnotes) punctatissima is een tweevleugelige uit de familie steltmuggen (Limoniidae). De soort komt voor in het Australaziatisch gebied.